# Trichomya hirsuta
Genre
Espèce
Synonymes
- Mytilus hirsuta Lamarck, 1819[1]

Trichomya hirsuta est une espèce de mollusques bivalves endémique du sud et de l'est de l'Australie. Il s'agit de l'unique représentant du genre Trychomya dans la famille des Mytilidae.

## Description
Trichomya hirsuta peut atteindre une taille d'environ 55 mm. La valve inférieure est couverte d'une dense couche de poils.

## Distribution et habitat
Trichomya hirsuta vit le long des côtes de Tasmanie du sud et de l'est de l'Australie, au nord jusqu'à Cairns. Il vit sur des récifs exposés et parmi les rochers et les algues dans les zones intertidale et subtidale, s'attachant à des surfaces dures grâce à ses byssus. C'est un important constituant de la faune du fond marin, où ses peuplements denses forment des abris pour d'autres espèces.

## Recherche
Trichomya hirsuta est un composant important de la mégafaune du lac Macquarie, en Nouvelle-Galles du Sud. Ses peuplements denses peuvent s'incruster aux tuyaux et autres structures submergées. Il peut supporter de bas niveaux d'oxygène dissout dans l'eau.
Les bivalves ont tendance à accumuler dans leurs tissus des polluants des eaux environnantes, et peuvent donc être utilisés comme bioindicateurs. Une étude de neuf espèces différentes de mollusques trouvés dans les eaux marines tropicales a montré que Trichomya hirsuta était la mieux adaptée pour contrôler le niveau de pollution. En effet l'espèce reflète dans ses tissus les niveaux de métaux lourds (Pb, Cd, Cu, Zn, Co, Ni et Ag) de son environnement.